# Ласо, Франсиско
Хосе Франсиско Доминго Ласо де ла Вега и де лос Риос (исп. Francisco Laso; 8 мая 1823, Такна — 14 мая 1869, Уарочири) — перуанский художник и политик. Представитель раннего индихенизма в изобразительном искусстве Перу.

## Биография
Родился в аристократической семье, связанной с колониальным правящим классом. Его отец участвовал в создании Перу, был министром правительства и иностранных дел.
Изучал право в Лиме, но некоторое время бросил учёбу и поступил в Академию рисования и живописи, которой руководил Игнасио Мерино, оказавшего на него большое влияние. Мерино рекомендовал ему продолжить своё образование в Европе.
В 1843 году Ф. Ласо прибыл в Париж, работал в мастерской швейцарского художника Шарля Глэйра. Четыре года спустя он отправился в Италию, побывал в Риме, Флоренции и Венеции. Тщательно изучал работы Тициана и Паоло Веронезе . После возвращения в 1849 году на родину, открыл в Лиме собственную мастерскую. Часто путешествовал по стране, создавал картины, которые изображали жизнь, быт и обычаи разных регионов Перу.
Благодаря правительственному гранту, в 1851 году совершил вторую поездку в Европу. Работал с Глэйром, способствуя его интересу к теме коренных народов Америки, выставлялся на Всемирной выставке 1855 г.
Вернувшись в Перу, написал несколько религиозных полотен. Известен, как портретист. В 1863 году женился и совершил ещё одну поездку в Европу, которая длилась три года.
Вскоре после возвращения был участником Первой тихоокеанской войны. В 1867 году был избран депутатом Учредительного конгресса Перу по принятию новой конституции.
В 1868 году активно сотрудничал с Красным Крестом в борьбе с эпидемией жёлтой лихорадки, охватившей Лиму.
В 1869 году заразился и умер.

## Избранные работы

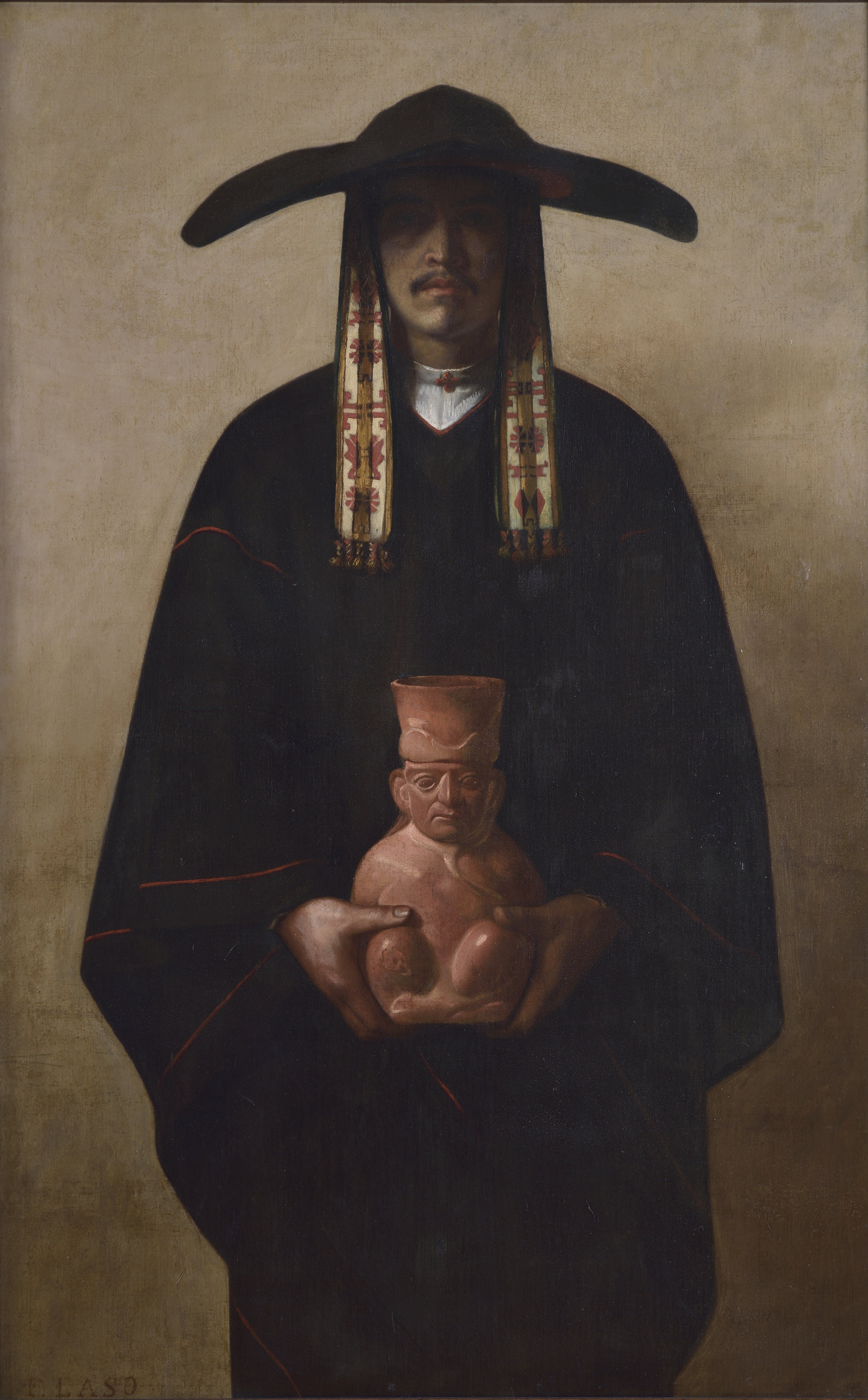
Индейский божок (1855)
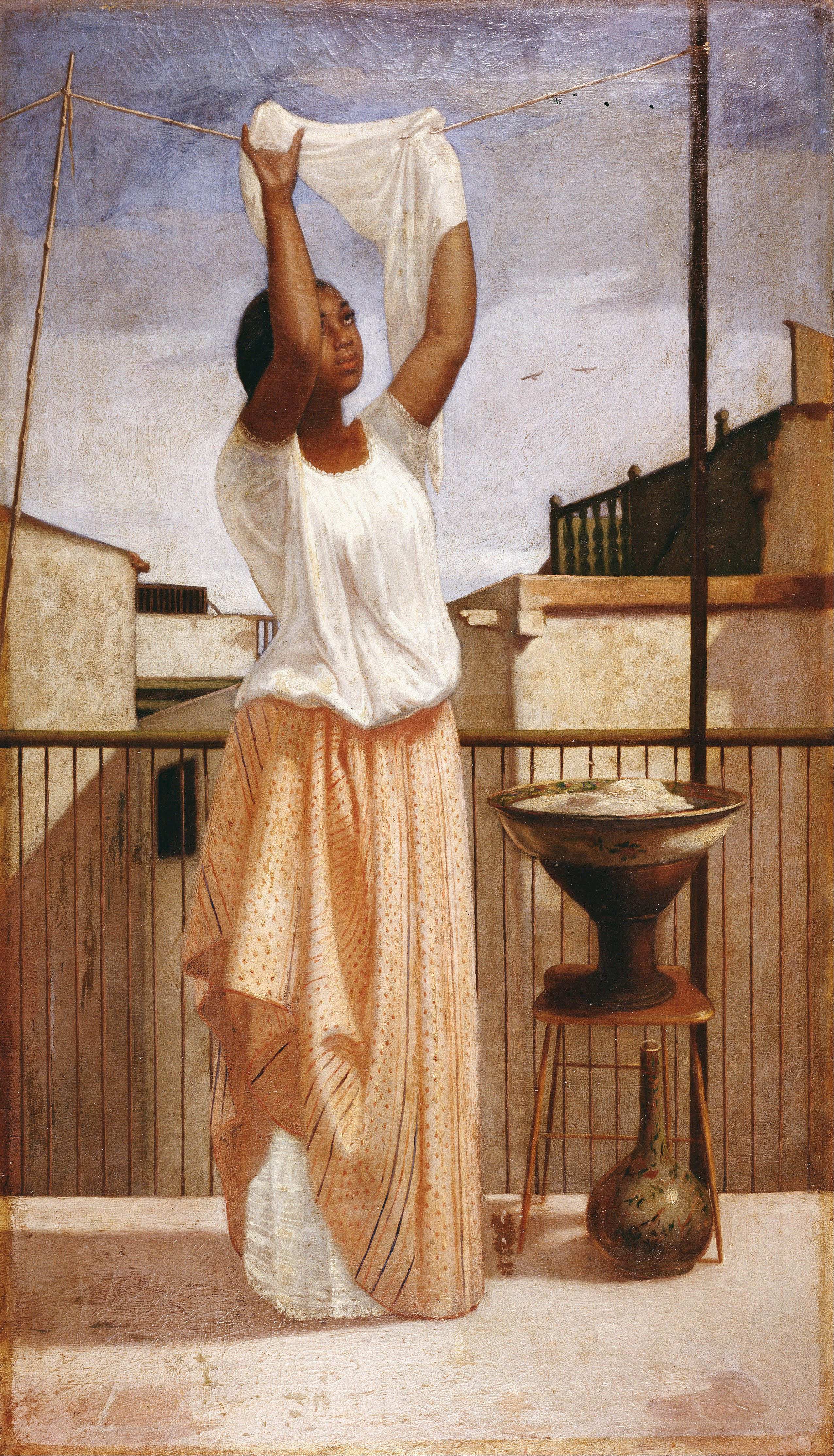
Прачка (ок.1858)
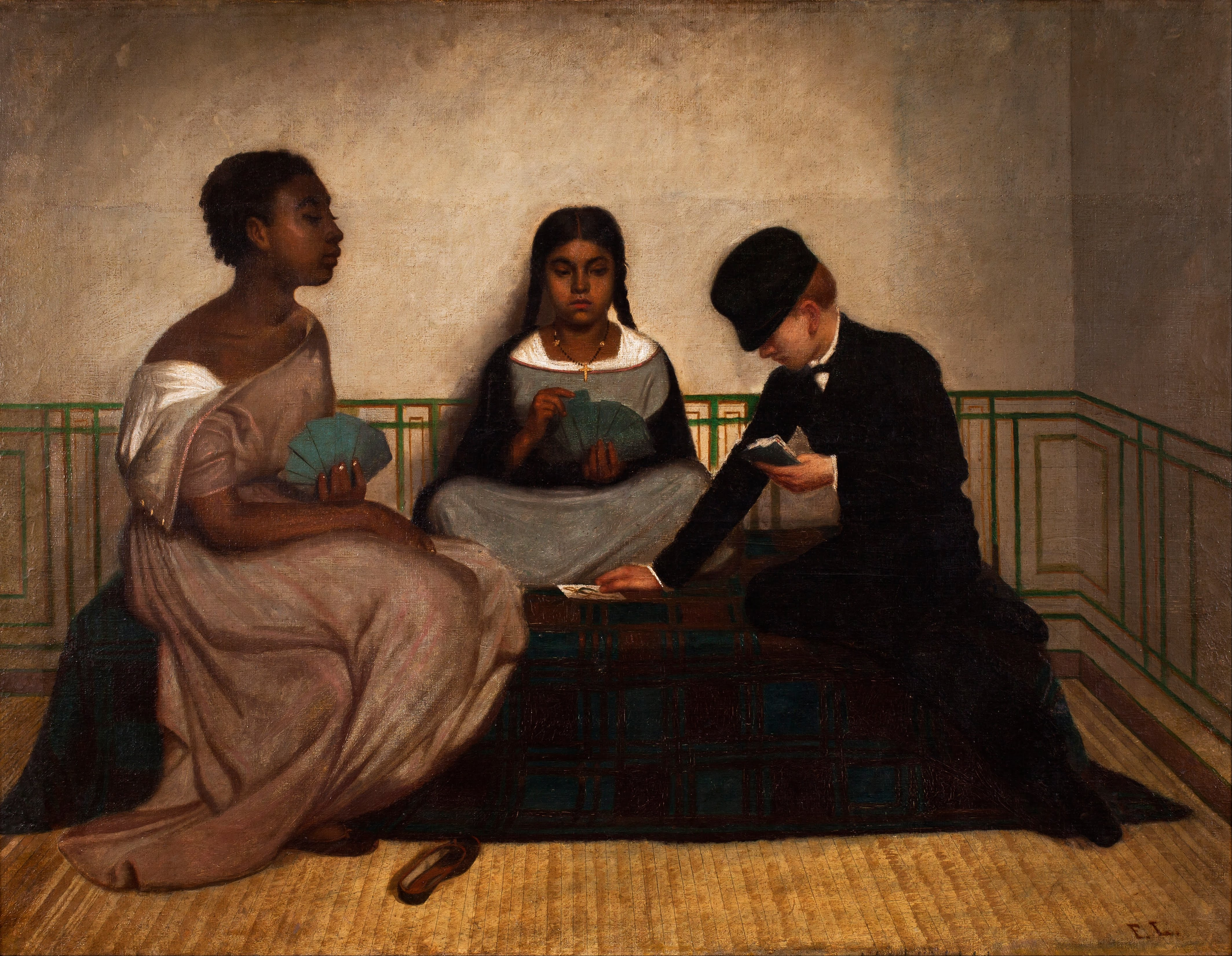
Три расы (ок. 1859)
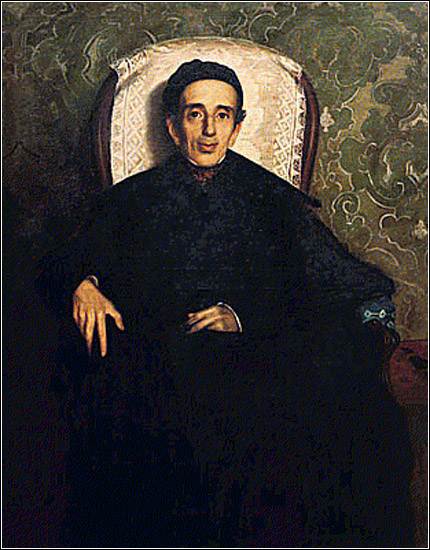
Портрет поэта Фелипе Пардо (1860-е)